# 準皇族
准皇族（じゅんこうぞく）とは、文字どおり「皇族に准じる存在」を指す造語である。

## 概要
学術上の造語であり政治上で用いられた例はほとんどない。帝国を称する国家における臣下の身分序列において皇族に准ずる存在としては王族、王家、王公族、などが用いられ、准皇族の語が用いられた例は日本のみならずヨーロッパ諸国、東洋諸国などを見てもほとんどない。

## 用例
歴史学者がこのことばを用いた例としては、岡野友彦がその著書『源氏と日本国王』（講談社現代新書）で、王氏としては最高の家格を誇り、室町時代までは源氏長者・淳和奨学両院別当を輩出していた久我家を中心とする村上源氏系の清華家の諸家を指して使ったことがある。岡野は、源氏長者を「日本国王」たる資格の不可欠の構成要素とみなす新説を提唱しており、そのことを表現して「准皇族」と呼んだものだが、学界では「日本国王」に関する岡野説自体が孤立した少数説にとどまっており、「准皇族」が学術用語として定着したとは言いがたい状況にある。また、仮に久我家等が「准皇族」であるとしても、その准皇族の家格は摂家より下ということになる。

## 注
1. ↑  皇帝の対等の敵であり後に降伏して臣下に下った国王とその一族、婚姻によって帝国に取り込まれた王国の国王とその一族、帝国に併合された国の国王とその一族などが対象となりうる。
2. ↑  日本における世界史上の用語で、「過去に皇帝を出した家系で現在皇帝家でない家」のことを指す。東ローマ帝国のカンタクゼノス王家、ドイツ帝国のクローンベルク王家など。
3. ↑  大日本帝国時代、旧大韓帝国の李王家一族に与えられた待遇。殿下の敬称を認められ皇族と公爵の中間に位置づけられた。